# Kích cỡ dương vật người

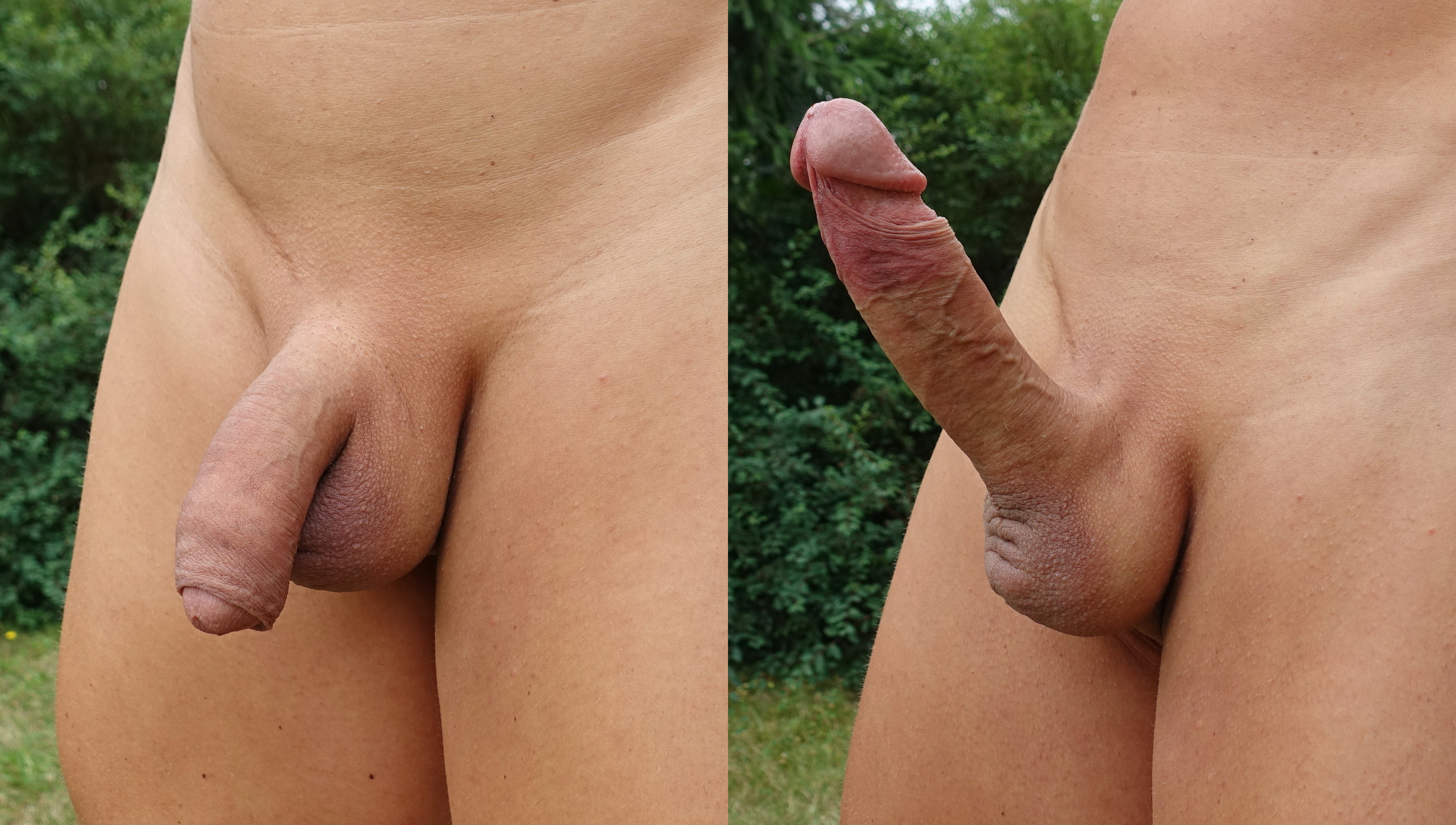
Dương vật ở người, mềm và cương cứng.

Kích cỡ dương vật người có kích thước khác nhau dựa trên một số cách đo, bao gồm cả chiều dài và chu vi khi mềm và cương cứng. Bên cạnh sự biến đổi tự nhiên của dương vật con người nói chung, có những yếu tố dẫn đến những thay đổi nhỏ ở nam giới cụ thể, chẳng hạn như mức độ kích thích, thời gian trong ngày, nhiệt độ phòng và tần suất hoạt động tình dục. So với các loài linh trưởng khác, bao gồm cả những loài lớn như khỉ đột, dương vật của con người dày nhất, cả về mặt tuyệt đối và so với phần còn lại của cơ thể.
Các phép đo khác nhau, với các nghiên cứu dựa trên việc tự đo lường báo cáo mức trung bình cao hơn đáng kể so với các nghiên cứu do chuyên gia y tế đo lường. Tính đến  năm 2015 , một đánh giá có hệ thống trên 15.521 nam giới, và nghiên cứu tốt nhất cho đến nay về chủ đề này, khi các đối tượng được đo bởi các chuyên gia y tế, thay vì tự đo, đã kết luận rằng chiều dài trung bình của dương vật người cương cứng là 13,12 cm (5,17 inch), trong khi chu vi trung bình của dương vật người cương cứng là 11,66 cm (4,59 inch). Chiều dài dương vật khi mềm đôi khi có thể là một yếu tố dự báo kém về chiều dài của nó khi cương cứng.
Hầu hết sự phát triển dương vật của con người xảy ra trong khoảng thời gian sơ sinh đến năm tuổi, và khoảng một năm sau khi bắt đầu dậy thì và muộn nhất là khoảng 17 tuổi.
Một mối tương quan có ý nghĩa thống kê giữa kích thước dương vật và kích thước của các bộ phận cơ thể khác đã không được tìm thấy trong nghiên cứu. Một số yếu tố môi trường ngoài di truyền, chẳng hạn như sự hiện diện của các chất gây rối loạn nội tiết, có thể ảnh hưởng đến sự phát triển của dương vật. Dương vật người lớn có chiều dài cương cứng dưới 7 cm (2,8 in), nhưng được hình thành bình thường, trong y học được gọi là dương vật nhỏ.

## Nghiên cứu

Phân bố kích thước dương vật theo chiều dài. 45% dương vật cương cứng có chiều dài từ 12 đến 14 cm.

Phân bố kích thước dương vật theo chu vi. 81% dương vật cương cứng (màu xanh lá cây) có chu vi từ 10 đến 13 cm.

Mặc dù các kết quả khác nhau một chút giữa các nghiên cứu có uy tín, nhưng sự đồng thuận là dương vật trung bình của con người, khi cương cứng, dài khoảng 12,9–15 cm (5,1–5,9 in) 
Một đánh giá có hệ thống năm 2015 được xuất bản bởi Veale của nghiên cứu y khoa về chủ đề này trong hơn 30 năm trước được công bố trên BJU International cho kết quả tương tự, cho kết quả chiều dài trung bình khi mềm, không cương cứng và cương cứng là 9,16 cm, 13,24 cm và 13,12 cm tương ứng, và các chu vi mềm mại và cương cứng trung bình của 9.31 cm và 11,66 cm tương ứng. Chiều dài cương cứng trong các nghiên cứu bao gồm được đo bằng cách đẩy lớp mỡ trước mu vào xương, và chu vi (chu vi) mềm hoặc cương cứng được đo ở gốc hoặc trục giữa của dương vật.

### Chiều dài

#### Khi mềm (không cương cứng)
Một nghiên cứu cho thấy chiều dài dương vật mềm mại trung bình là 3,5 inch (8,9 cm) (do nhân viên y tế đo). Một đánh giá của một số nghiên cứu cho thấy chiều dài trung bình của các nếp nhăn là 9–10 cm (3,5–3,9 in). Chiều dài của dương vật mềm không nhất thiết phải tương ứng với chiều dài của dương vật cương cứng; một số dương vật mềm nhỏ hơn phát triển dài hơn nhiều, trong khi một số dương vật mềm lớn hơn phát triển tương đối ít hơn.
Dương vật và bìu có thể co lại một cách không chủ ý khi phản ứng với nhiệt độ lạnh hoặc căng thẳng, được gọi bằng thuật ngữ lóng là "co rút", do hoạt động của cơ cremaster. Hiện tượng tương tự ảnh hưởng đến người đi xe đạp và người sử dụng xe đạp tập thể dục, với áp lực kéo dài lên đáy chậu từ yên xe đạp và sự căng thẳng của bài tập khiến dương vật và bìu không tự chủ co lại. Yên xe không đúng cuối cùng có thể gây ra rối loạn cương dương (xem áp lực đáy quần để biết thêm thông tin).

#### Khi kéo dài
Tuổi và kích thước của dương vật mềm đều không dự đoán chính xác chiều dài cương dương. Chiều dài kéo dài tương quan với chiều dài cương cứng trong một số trường hợp. Tuy nhiên, các nghiên cứu cũng đã chỉ ra sự khác biệt lớn giữa chiều dài kéo dài và cương cứng. Một nghiên cứu cho thấy rằng một lực căng tối thiểu khoảng 450 g trong khi kéo dài dương vật là cần thiết để đạt được chiều dài cương cứng tiềm năng. nghiên cứu này cũng phát hiện ra rằng lực căng do nhà tiết niệu gây ra trong nghiên cứu này thấp hơn 450g một cách đáng kể (P <0,01). Điều này có thể giải thích cho sự khác biệt giữa chiều dài khi bị kéo dài và cương dựng thẳng.
- Nghiên cứu năm 2015 trên 15.521 nam giới cho thấy chiều dài trung bình của một dương vật mềm khi kéo dài là 13,24 dài cm (5,21 inch), gần bằng với chiều dài trung bình của dương vật người đang cương cứng là 13,12 dài cm (5,17 inch).[11]
- Một nghiên cứu năm 2001 trên khoảng 3.300 nam giới được công bố trên tạp chí European Urology kết luận rằng chiều dài cơ thể bị giãn ra được đo trung bình khoảng 12,5 cm (4,9 in). Ngoài ra, họ kiểm tra các mối tương quan trong một tập hợp con ngẫu nhiên của mẫu bao gồm 325 người đàn ông. Họ đã tìm thấy một vài mối tương quan có ý nghĩa thống kê của Spearman: giữa chiều dài và chiều cao mềm mại là 0,208, −0,140 với cân nặng, và −0,238 với BMI, chu vi và chiều cao mềm 0,156, chiều dài và chiều cao kéo dài 0,221, cân nặng −0,136, BMI −0,169. Họ cũng báo cáo một vài mối tương quan không đáng kể.[12]

#### Khi cương cứng
Các nghiên cứu khoa học đã được thực hiện trên chiều dài cương cứng của dương vật người lớn. Các nghiên cứu dựa vào việc tự đo lường, bao gồm cả những nghiên cứu từ các cuộc khảo sát trên Internet, luôn báo cáo độ dài trung bình cao hơn so với những nghiên cứu sử dụng các phương pháp y tế hoặc khoa học để lấy số đo.
Các nghiên cứu do nhân viên đo lường sau đây bao gồm các nhóm phụ khác nhau của dân số (nói cách khác, độ tuổi hoặc chủng tộc cụ thể; lựa chọn những người có mối quan tâm về y tế tình dục hoặc tự lựa chọn) có thể gây ra sai lệch về mẫu.
- Trong một nghiên cứu trên 80 nam giới khỏe mạnh được công bố trên Tạp chí Tiết niệu tháng 9 năm 1996, chiều dài dương vật cương cứng trung bình là 12,9 cm (5,1 in) đã được đo.[4] Mục đích của nghiên cứu là "cung cấp hướng dẫn về chiều dài và chu vi dương vật để hỗ trợ tư vấn cho bệnh nhân cân nhắc việc nâng dương vật." Cương cứng được gây ra về mặt dược lý ở 80 người đàn ông Mỹ về thể chất bình thường (dân tộc khác nhau, tuổi trung bình 54). Nó được kết luận: "Tuổi của bệnh nhân cũng như kích thước của dương vật mềm đều không dự đoán chính xác chiều dài cương dương."
- Một nghiên cứu được công bố trên Tạp chí Nghiên cứu Bất lực Quốc tế tháng 12 năm 2000 cho thấy chiều dài dương vật cương cứng trung bình ở 50 nam giới da trắng Do Thái là 13,6 cm (5,4 in) (do nhân viên đo).[5] Nghiên cứu nhằm "xác định các thông số kỹ thuật và lâm sàng của dương vật mềm để dự đoán kích thước dương vật trong quá trình cương cứng." [5] Cương cứng được gây ra về mặt dược lý ở 50 bệnh nhân Da trắng Do Thái đã được đánh giá về rối loạn cương dương (ED) (tuổi trung bình 47 ± 14y). Những bệnh nhân có bất thường về dương vật hoặc bị ED có thể do nhiều nguyên nhân tâm lý đã bị loại khỏi nghiên cứu.
- Một đánh giá được công bố trên tạp chí BJU International năm 2007 cho thấy chiều dài dương vật cương cứng trung bình là 14–16 cm (5,5–6,3 in) và chu vi là 12–13 cm (4,7–5,1 in). Bài báo đã so sánh kết quả của mười hai nghiên cứu được thực hiện trên các quần thể khác nhau ở một số quốc gia. Nhiều phương pháp đo khác nhau đã được đưa vào đánh giá.[7]
- Một nghiên cứu của Ấn Độ trên 500 nam giới tuổi từ 18 đến 60 được công bố trên Tạp chí Quốc tế về Nghiên cứu Bất lực cho thấy chiều dài dương vật khi mềm, căng và cương cứng là 8,21 cm (3,23 in), 10,88 cm (4,28 in) và 13,01 cm (5,12 in), tương ứng.[9]
- Một nghiên cứu của Hàn Quốc (xuất bản năm 1971) trên 702 nam giới tuổi từ 21 đến 31 đã xác định chiều dài dương vật cương cứng trung bình là 12,70 cm (5,00 in).[15] Một nghiên cứu khác (từ 1998) trên 150 người Hàn Quốc cho thấy chiều dài dương vật cương cứng trung bình là 13,42 cm (5,28 in).[16] Một nghiên cứu thứ ba (xuất bản năm 1999) trên 279 nam giới Hàn Quốc cho thấy chiều dài dương vật cương cứng trung bình là 12,66 cm (4,98 in).[17] Nghiên cứu gần đây nhất (công bố năm 2016) trên 248 nam giới Hàn Quốc đã xác định chiều dài dương vật cương cứng trung bình là 13,53 cm (5,33 in).[18]

### Chu vi khi cương cứng
Các kết quả tương tự cũng tồn tại liên quan đến các nghiên cứu về chu vi của dương vật cương cứng hoàn toàn của người trưởng thành, với phép đo thường được lấy ở giữa dương vật. Cũng như về độ dài, các nghiên cứu dựa vào tự đo lường luôn báo cáo mức trung bình cao hơn đáng kể so với các nghiên cứu có nhân viên đo lường. Trong một nghiên cứu về kích thước dương vật nơi các phép đo được thực hiện trong phòng thí nghiệm, chu vi dương vật trung bình khi cương cứng là 11,66 cm (4,59 inch).

### Kích thước lúc mới sinh
Chiều dài dương vật kéo dài trung bình lúc mới sinh là khoảng 4 cm (1,6 in), và 90% trẻ em trai sơ sinh sẽ nằm trong khoảng từ 2,4 và 5,5 cm (0,94 và 2,17 in). Sự phát triển hạn chế của dương vật xảy ra từ sơ sinh đến 5 tuổi, nhưng rất ít xảy ra từ 5 tuổi đến khi bắt đầu dậy thì. Kích thước trung bình khi bắt đầu dậy thì là 6 cm (2,4 in) với kích thước trưởng thành đạt khoảng 5 năm sau đó. WA Schonfeld công bố đường cong tăng trưởng dương vật vào năm 1943.

### Kích cỡ theo tuổi tác
Các tác giả của một bài báo xem xét nghiên cứu về diện tích kích thước dương vật kết luận rằng "chiều dài dương vật mềm chỉ dưới 4 cm (1,6 in) lúc mới sinh và thay đổi rất ít cho đến tuổi dậy thì, khi có sự tăng trưởng rõ rệt. " 
Tuổi tác không được cho là có tương quan tiêu cực với kích thước dương vật. "Các nghiên cứu cá nhân đã... gợi ý rằng kích thước dương vật nhỏ hơn trong các nghiên cứu tập trung vào đàn ông lớn tuổi, nhưng Wylie và Eardley không tìm thấy sự khác biệt tổng thể khi họ đối chiếu kết quả của các nghiên cứu khác nhau [trong khoảng thời gian 60 năm]." 

### Kích thước và chiều cao
Một đánh giá năm 2015 về tài liệu cho thấy hai nghiên cứu tìm thấy chiều cao và chiều dài duong vật khi bị kéo căng hoặc mềm có tương quan vừa phải, bảy nghiên cứu tìm thấy mối tương quan yếu đối với chiều dài mềm, khi bị kéo dài hoặc cương cứng và hai nghiên cứu không tìm thấy mối tương quan giữa chiều dài dương vật khi mềm và chiều cao.

### Kích thước và bàn tay
Một nghiên cứu đã điều tra mối quan hệ với tỷ lệ giữa các ngón tay và phát hiện ra rằng những người đàn ông có ngón đeo nhẫn dài hơn ngón trỏ có dương vật dài hơn một chút. Tuy nhiên, quan niệm sai lầm phổ biến rằng kích thước bàn tay dự đoán kích thước dương vật đã bị mất uy tín trên quy mô lớn.

### Kích thước và các bộ phận cơ thể khác
Một mối tương quan có ý nghĩa thống kê giữa kích thước dương vật và kích thước của các bộ phận cơ thể khác đã không được tìm thấy trong nghiên cứu. Một nghiên cứu, Siminoski và Bain (1988), đã tìm thấy mối tương quan yếu giữa kích thước của dương vật kéo dài với kích thước bàn chân và chiều cao; tuy nhiên, liên hệ này quá yếu để được sử dụng như một công cụ ước tính thực tế. Một cuộc điều tra khác, Shah và Christopher (2002), trích dẫn Siminoski và Bain (1988), không tìm thấy bằng chứng nào về mối liên hệ giữa kích thước giày và kích thước dương vật kéo dài, nói rằng "mối liên hệ được cho là của chiều dài dương vật và kích thước giày là không có cơ sở khoa học. ".
Có thể có mối liên hệ giữa dị tật cơ quan sinh dục và tứ chi của con người. Sự phát triển của dương vật trong phôi thai được kiểm soát bởi một số gen Hox giống nhau (đặc biệt là HOXA13 và HOXD13)  như những gen kiểm soát sự phát triển của các chi. Đột biến một số gen Hox kiểm soát sự phát triển của các chi gây ra dị tật cơ quan sinh dục (hội chứng tay chân - sinh dục).

### Kích thước và chủng tộc
Niềm tin rằng kích thước dương vật thay đổi tùy theo chủng tộc không được chứng minh bởi các bằng chứng khoa học. Một nghiên cứu năm 2005 báo cáo rằng "không có cơ sở khoa học nào chứng minh dương vật 'quá cỡ' ở người da đen".
Một nghiên cứu trên 253 người đàn ông đến từ Tanzania cho thấy chiều dài dương vật mềm trung bình của đàn ông Tanzania kéo dài trung bình là 11 dài cm (4,53 inch), nhỏ hơn mức trung bình trên toàn thế giới, chiều dài dương vật mềm mại kéo dài là 13,24 cm (5,21 inch) và chiều dài dương vật cương cứng trung bình là 13,12 cm (5,17 inch).
Một nghiên cứu năm 2016 gần đây trên 248 nam giới Hàn Quốc đã xác định chiều dài dương vật cương cứng trung bình là 13,53 cm (5,33 in). Một nghiên cứu trên 115 người đàn ông từ Nigeria cho thấy chiều dài dương vật kéo căng trung bình của nam giới Nigeria là 13,37 dài cm (5,26 inch), gần giống với mức trung bình trên toàn thế giới, chiều dài dương vật mềm mại kéo dài là 13,24 cm (5,21 inch) và chiều dài dương vật cương cứng trung bình là 13,12 cm (5,17 inch). Một đánh giá có hệ thống năm 2015 với 15.521 nam giới không tìm thấy "dấu hiệu nào về sự khác biệt trong biến dị chủng tộc" và tuyên bố rằng không thể đưa ra bất kỳ kết luận nào về kích thước và chủng tộc từ các tài liệu hiện có và cần phải tiến hành nghiên cứu thêm.
Theo Aaron Spitz, một chuyên gia tiết niệu, nhiều trang web và nghiên cứu thúc đẩy sự thay đổi kích thước dương vật giữa các chủng tộc sử dụng các phương pháp thu thập thông tin không khoa học và thường bỏ qua các bằng chứng mâu thuẫn. Ông kết luận rằng "khi bạn thực sự xem xét kỹ lưỡng dữ liệu thô, không có nhiều thứ ở đó [cho thấy sự liên hệ giữa chủng tộc và kích thước dương vật]." 

### Sở thích về kích thước khi lựa chọn đối tác tình dục
Trong một nghiên cứu nhỏ được thực hiện bởi Đại học Texas – Pan American và được công bố trên BMC Women's Health, 50 phụ nữ đại học đã được khảo sát bởi hai vận động viên nam nổi tiếng trong khuôn viên trường về nhận thức của họ về sự thỏa mãn tình dục và kết luận rằng chiều rộng của dương vật cảm thấy tốt hơn chiều dài của dương vật, khi đối tượng được yêu cầu chọn giữa hai (kích thước không xác định). Người ta cũng kết luận rằng điều này có thể cho thấy kích thước dương vật nói chung ảnh hưởng đến sự thỏa mãn tình dục vì phụ nữ đã chọn giữa hai lựa chọn mà họ được đưa ra.
Trong một câu chuyện trang bìa của Psychology Today, 1.500 độc giả (khoảng 2/3 là phụ nữ) đã được khảo sát về hình ảnh cơ thể nam giới. Nhiều phụ nữ không quan tâm đặc biệt đến kích thước dương vật và hơn 71% cho rằng nam giới quá chú trọng tầm quan trọng của kích thước và hình dạng dương vật. Nhìn chung, phụ nữ được hỏi quan tâm đến chiều rộng nhiều hơn là nam giới nghĩ và ít quan tâm đến chiều dài hơn là nam giới nghĩ, mặc dù mức độ quan tâm của một trong hai phụ nữ cho thấy một mô hình tương tự.
Một nghiên cứu khác, được thực hiện tại Bệnh viện Đại học Groningen, hỏi 375 phụ nữ đang hoạt động tình dục (mới sinh con) về tầm quan trọng của kích thước dương vật, kết quả cho thấy 21% phụ nữ cảm thấy chiều dài là quan trọng và 32% cảm thấy chu vi là quan trọng.
Một nghiên cứu được thực hiện tại Đại học Quốc gia Úc, được công bố vào đầu năm 2013, cho thấy kích thước dương vật ảnh hưởng đến sự hấp dẫn giới tính của một người đàn ông, và người đàn ông càng cao thì ảnh hưởng càng lớn. Nghiên cứu cho thấy hình ảnh được tạo ra bằng máy tính 3D ở kích thước thật, làm thay đổi chiều cao và các thuộc tính thể chất khác, với phụ nữ thường đăng ký sở thích trong vòng chưa đầy 3 giây. Sở thích về kích thước dương vật lớn hơn của đàn ông cao hơn là đáng chú ý.
Một nghiên cứu của Hoa Kỳ được công bố vào năm 2015 về các sở thích đã nêu của một nhóm 75 phụ nữ sử dụng các mô hình in 3D làm tài liệu tham khảo tỷ lệ cho thấy chiều dài dương vật ưa thích là 16 cm và chu vi ưa thích là 12,2 cm cho bạn tình lâu dài, với kích thước ưu tiên lớn hơn một chút với chiều dài là 16,3 cm và chu vi 12,7 cm cho những quan hệ tình dục một lần.

### Sử dụng bao cao su
Một nghiên cứu của Úc trên 184 người đàn ông đã xem xét chiều dài và chu vi dương vật có liên quan đến việc bao cao su bị đứt hoặc tuột. 3.658 bao cao su đã được sử dụng. Nghiên cứu cho thấy rằng khi sử dụng đúng cách, bao cao su có tỷ lệ vỡ là 1,34% và tỷ lệ trượt là 2,05%, tổng tỷ lệ hỏng là 3,39%. Kích thước dương vật không ảnh hưởng đến sự trượt, mặc dù chu vi dương vật và bao cao su bị vỡ có mối tương quan chặt chẽ với nhau, với kích thước dương vật lớn hơn sẽ làm tăng tỷ lệ rách bao.

## Hóa sinh
Các nội tiết tố androgen như testosterone chịu trách nhiệm cho việc mở rộng và kéo dài dương vật ở tuổi dậy thì. Kích thước dương vật có tương quan thuận với việc tăng nồng độ testosterone trong tuổi dậy thì. Nhưng sau tuổi dậy thì, việc sử dụng testosterone không ảnh hưởng đến kích thước dương vật, và sự thiếu hụt androgen ở nam giới trưởng thành chỉ làm giảm kích thước nhỏ. Hormone tăng trưởng (GH) và yếu tố tăng trưởng giống insulin 1 (IGF-1) cũng liên quan đến kích thước dương vật, với sự thiếu hụt (chẳng hạn như được quan sát thấy trong thiếu hụt hormone tăng trưởng hoặc hội chứng Laron) ở các giai đoạn phát triển quan trọng có khả năng dẫn đến dương vật nhỏ.

## Quan niệm về kích cỡ dương vật

### Các quan niệm trong lịch sử
Người Hy Lạp cổ coi người đàn ông chuẩn mực có dương vật nhỏ, dương vật lớn thường chỉ có ở "người nửa thú" hay "người mọi rợ".
Trong khi đó, người La Mã quan niệm ngược lại khi coi trọng người có dương vật to.

### Quan niệm hiện đại
Trong một cuộc điều tra trên mạng internet năm 2005 được tiến hành với 52.031 người đàn ông và phụ nữ dị tính luyến ái thì kết quả cho thấy chỉ 55% đàn ông hài lòng với kích thước dương vật của mình trong khi 85% phụ nữ lại cho rằng họ "rất hài lòng" với kích thước dương vật của bạn tình, chỉ có 6% phụ nữ cho rằng kích cỡ dương vật của bạn tình nhỏ hơn trung bình. Cùng một nguồn dữ liệu, 70% phụ nữ không hài lòng với vú của mình trong khi 56% đàn ông lại hài lòng với vú của bạn tình và chỉ 20% đàn ông mong bạn tình của mình có vú lớn hơn.
Một cuộc nghiên cứ xuất bản ở BMC Women's Health, người ta đã tiến hành điều tra ý kiến của phụ nữ đối với kích cỡ dương vật và đã kết luận rằng kích cỡ bề ngang dương vật là nhân tố quan trọng hơn chiều dài dương vật trong việc gây kích thích tình dục.
Kết quả tương tự cũng được đăng trong bài chính xuất bản trong tạp chí Psychology Today, một bài được đăng trên cơ sở điều tra 1500 bạn đọc (khoảng 2/3 phụ nữ) về hình ảnh cơ thể. Nhiều phụ nữ không đặc biệt quan tâm đến kích cỡ dương vật và hơn 71% cho rằng đàn ông quá nhấn mạnh vào tầm quan trọng của kích cỡ và hình dáng dương vật. Nhìn chung phụ nữ quan tâm đến chiều ngang dương vật nhiều hơn chiều dài dương vật. Lý do hàng đầu phụ nữ thích dương vật có kích cỡ to hơn là khi dương vật to hơn gây khoái cảm hơn khi giao hợp..
Một nghiên cứu khác được Bệnh viện đại học Groningen tiến hành, họ đã hỏi 375 người phụ nữ vẫn còn hoạt động tình dục (trước đó đã sinh đẻ) về tầm quan trọng của kích cỡ dương vật và đã kết luận: "Dù rõ ràng rằng có một thiểu số, tuy nhiên một số lượng đáng kể gắn tầm quan trọng thực tế đối với kích cỡ cơ quan sinh dục nam giới".
Một nghiên cứu được Đại học Utrecht tiến hành đã cho kết quả rằng đa số đàn ông đồng tính trong đợt nghiên cứu này xem một dương vật lớn là lý tưởng, và việc sở hữu một dương vật to được liên hệ tới sự tự kính trọng.

## Nguồn gốc sắc tộc và kích cỡ dương vật

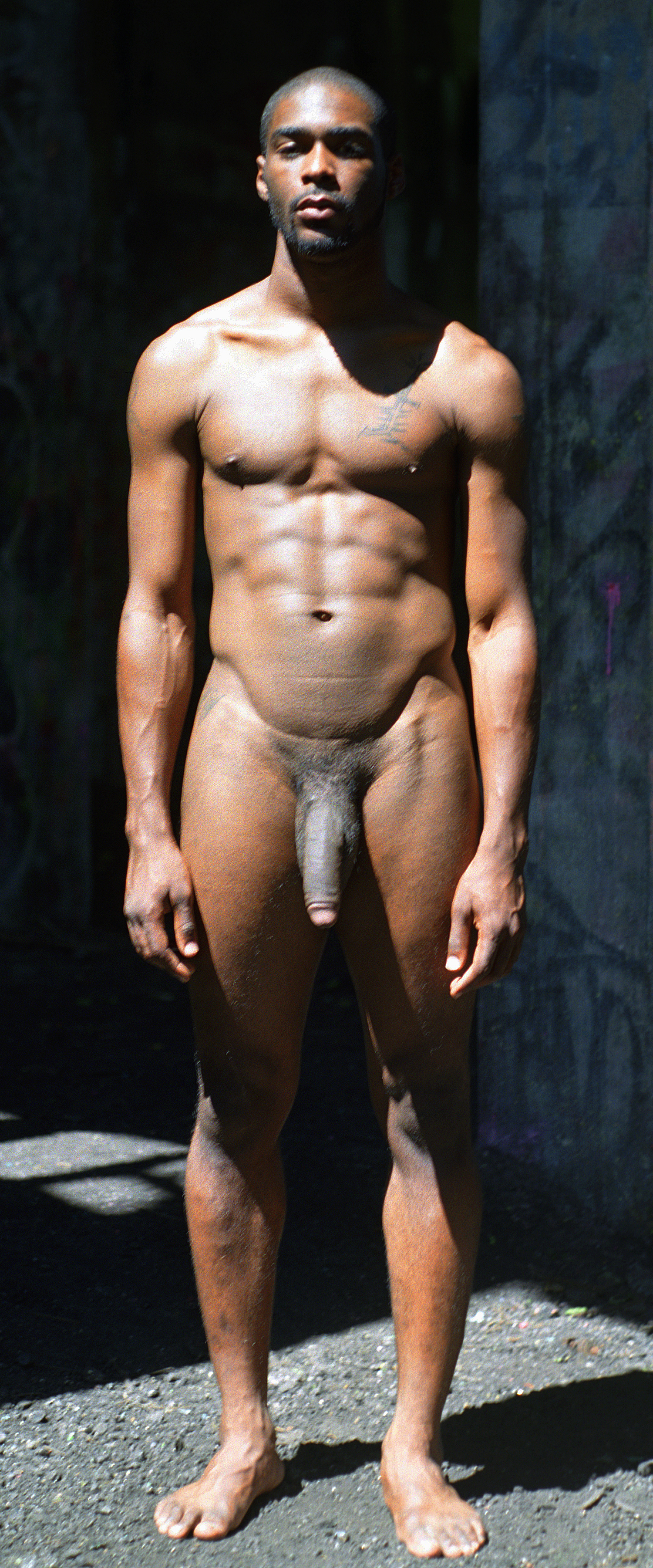
Một người đàn ông với dương vật chưa cương cứng.